# 谭立山
谭立山（1871年5月18日—1902年8月19日），原名亚历山大·方济各·勒格罗（Alexandre-François LEGROS），巴黎外方传教会传教士，在广东潮汕地区传教。

## 生平
1871年5月18日出生于芒什省（Manche）库唐斯教区（Coutances）蒙特维龙（Montviron），曾就读于维勒留（Villedieu）的圣若瑟学院、圣洛（Saint-Lô）的教区小修院和库唐斯（Coutances）的教区大修院。
他在1894年9月14日入巴黎外方传教会（M.E.P.）神学院。
1896年9月27日晋铎，随后在11月4日前往广东（Kouang-tong）传教。
他首先在澄海（Ting-hai）担任副本堂（vicaire）。
1897年，休斯主教（Mgr.Chausse）将当时广阔的辖区划分开来，委托谭立山神父负责饶平（Tchao-peng），1889年在浮滨溪建立了该县第一座天主堂。
“尽管当地官员和基督新教团体对他充满敌意，传教士谭立山神父还是完满地恪守他的职责。”
1900年，在排外运动中，谭立山神父在他的管区内维护住了两个教堂，几乎所有以前曾猛烈攻击他的基督新教教徒和牧师都在那里避难。
1901年，他从排外运动后的一片废墟中重建了几个教堂。不久后瘟疫传来，谭神父全身心地投入到为感染者的工作中。1902年8月19日，他在潮汕地区（Swatow）去世。当他死后，教友们这样总结他的工作：当谭神父来到这里时，我们只有有35人；我们没有教堂，而且我们还受到迫害。神父援救我们，滋养我们，保护我们。现在我们有22个教堂和祈祷所，我们有七百个已经受洗的教友；如果我们还在面对一些过往的烦恼，至少我们觉得更自由、更强大了。我们的宗教信仰受到尊重。这一切都要归功于谭神父。